# モトス
『モトス』(Motos)は1985年9月にナムコ（後のバンダイナムコエンターテインメント）から業務用ゲームとして発売されたアクションゲーム。

## ストーリー
2XXX年。人類は、宇宙空間にソーラー・ベースを築き、太陽エネルギーを収集してその生活を保っていた。あるとき、ソーラー・ベースをコントロールするコンピューターが故障を起こし、ベースは軌道を外れて宇宙に四散してしまった。原因は、宇宙に巣食うスペースビーだ。金属を主食とするやつらの体には、ビーム砲もきかない。せまるエネルギー危機。人類は、スペースビー撃退のため、新開発の装甲艇モータースパナーを発進させた。

## ゲーム内容
- 固定画面の面クリア型アクションゲーム。操作は8方向レバーとジャンプボタン（パーツセレクト時には決定ボタンとなる）。
- 自キャラクター・モトス（モータースパナー）を操作し、ソーラーベースに巣食うスペースビーを体当たりでベースから突き落とし、全てのスペースビーを突き落とせば面クリアとなる。全62面。
- 体当たりするとスペースビー、自キャラクターともに弾かれる。言わば、リアルタイムの「おはじき」のようなコンセプト。ゲームフィールドであるソーラーベースからモトスが落ちるとミスとなる。
- ソーラーベースには、スペースビー以外にも「パワーパーツ」「ジャンプパーツ」が全ラウンド合計で100個あり、回収することでストックされ、ステージ開始前にパーツセレクト（使用選択）をすることができる。
- パワーパーツはモトスの質量を上げ、スペースビーとの接触時に弾き飛ばす力を増し、また弾き飛ばされる力を弱くすることができる。最大7つ装着可能。
- ジャンプパーツを装備すると、そのステージ内でジャンプをすることが可能になる。ジャンプ中は本来の着地位置から半キャラの範囲で微調整が可能。着地点のパネルにはヒビが入り（最初からヒビが入っているパネルがあるステージも存在する）、ヒビが入っているところに着地すると、そのパネルは僅かな時間の後にフィールドから落下消失する。これを利用してスペースビーを落とすテクニックもある。
- 装着したパーツは面クリアすることで消費される。パーツの数は有限であるため、このパーツをいかに使い、いかに節約するかがこのゲームの攻略のカギとなる。ただし、ミスの場合は消費されず、再度パーツセレクトで装着することができる。
- 一旦落としたスペースビーは、ミスした場合でも復活はしないが、例外的にナビコンから排出されるピューパ（後述）だけは再度初期状態から排出される。また、一部のスペースビーのみを落としてからミスとなった場合、かえってその面のクリアが困難となる場合も少なくない。
- 排出されるべきピューパが残っている状態でもソーラーベース上にスペースビーがいなくなった時点でクリアとなるため、必ずしも常に全てのピューパが排出されるわけではない。
- スペースビーを全て落としてクリアとなっても、画面が切り替わるまではミスの判定が残っているため、クリア後にミスとなるケースが少なくない。こうしたミスはミスとしてカウントされる上にパーツの節約にもならないので、ミスとしては最悪のケースと言える。
- 標準設定ではゲームスタート時は3機。点数によりエクステンドがある。標準設定で1万点、3万点でエクステンドがあり、以後5万点ごとにエクステンドする。
- 最終面である62面をクリアすると、残機あたり10万点が加算、クリアメッセージが表示され、ゲーム終了となる。
- ゲーム設定はノーマルとハードがあり、ハードランクはスペースビーの質量が増える。

## キャラクター

### 自キャラクター
モータースパナー（モトス）
プレイヤーキャラクター。パワーパーツの装備により質量の増加、ジャンプパーツの装備でボタンによるジャンプが可能になる。
パワーパーツ
プレイヤーの質量を増加させることのできるパワーアップパーツ。取得直後には使用することができず、入手後、各面スタート前に使用を選択することによって初めて利用できる。パワーパーツはスペースビーに接触すると弾かれ、それによりフィールドより落下することもある。一度落下したパーツは、ミスにより面が再スタートとなった場合でも復活（再配置）はされない。
ジャンプパーツ
モトスをジャンプ可能にするパーツで、装備するとモトスに翼が付く。パワーパーツと同じく取得直後には使用することができず、スペースビーによりフィールドから落とされることもある。

### 敵キャラクター
敵キャラクターはそれぞれ独自のアルゴリズムを持っており、それを掴むことがゲーム攻略の糸口となる。しかしフォーメーションを組んで、通常のアルゴリズムと違う動きをすることもある。また、面によって各キャラクターは速さや質量も違う。
ピューパ
球状のスペースビー。レッド・ブルー・ブラックの3種類が存在する。ラウンド開始時に配置されるもののほか、ナビコンから排出されるものもいる。他のスペースビーとフォーメーションを組む事が多い。いわゆる雑魚キャラではあるが、最も動きが読みにくいため、上級者にとっては嫌な敵となる。名称からスペースビーのサナギをイメージしたものと思われる。300点。
ポーラ
黒色丸型のスペースビーで中心部が赤くなっている。フォーメーションを組むことがある。極を意味する"polar"から命名されたと思われ、実際本スペースビーがフォーメーションの「中心」となっていることが多い。800点。
スパイラス
虫型スペースビー。頭が赤、体色は青。Z字型の軌道をとる。フォーメーションを組むことがある。蜘蛛をモチーフとしており、名前は英名の"spider"と螺旋を意味する"spiral"からの造語。1,000点。
ファイヤー・バグ
虫型スペースビー。大きな赤い2個の眼が特徴。高速で移動する。蛍をモチーフとしている。1,300点。
ファイヤー・ビー
虫型スペースビー。青い2個の眼と羽根様の体を持つ。高速で移動するが、ファイヤー・バグに比べて直線的。突然静止しまた動き出すという特徴的な行動をする。蜂をモチーフとしている。1,500点。
タイトリアン
銀色の四角いスペースビー。比較的高速で移動し、プレイヤーキャラクターを狙う。フォーメーションを組むことがある。同業他社のタイトーが語源。2,000点
レディ・バグ
黒色丸型のスペースビー。眼は青。比較的高速で移動し衝突してくるが、衝突後角度を変えて突入してくる。フォーメーションを組むことがある。テントウムシをモチーフとしている。2,500点。
ビートル
黒色丸型、黄色のラインが2本入ったスペースビー。高速で回転しながら衝突してくる。単独の場合比較的単純に当たりにくる。フォーメーションを組むことがある。カブトムシ等の甲虫をモチーフとしている。3,000点。
メガ
巨大スペースビー。動きは基本的に遅いが、早いものもある。同業他社のセガが語源。3,500点。
ギガ
巨大スペースビー。メガよりもさらに大きな質量をもつ。「メガより大きい物」という意味から命名。5,000点。

### その他のキャラクター
ビーコン
障害物キャラクター。特になにもしない。落とすと1,000点(落としてしばらくするとその場所に点数が表示される、点数カウント自体は落とした瞬間行われる)。モトスだろうと、敵だろうと落とせばスコアになる。
ナビコン
ソーラーベース上にあるコンピューターだが、スペースビーにより侵食されている。ピューパを吐き出すものがある。一部はパワーパーツを5個以上装備した状態で当たると振動するが、それに対して15回当たる事により破壊可能。破壊可能なナビコンは16（左上）、26（左から2個目）、39（中央）面に各1個、61（左端、中央、右端）面に3個の計6個あり、破壊すると50,000点。
ナビコンの下に穴を開けることも出来る(後述)。
流星
一定時間経過後、モトスを狙って落ちてくる。直接の当たり判定はないが、流星が着弾したパネルは消失する。時間の経過とともに流星の数は増えていくため、同じ場所にとどまり続けることは出来ない。この流星を利用してスペースビーを落とすことも可能である。モトスやスペースビーにはじかれて、パネルが消失しないこともある。

## テクニック
ワープジャンプ
モトスのプレイフィールドは上下左右でつながっているため、ゲームフィールドであるソーラーベースが画面端まである場合、画面外にジャンプすることで逆サイドにワープすることができる。もちろん着地側も画面端までプレイフィールドが無いと、プレイヤーは宇宙のもくずと化すことになる。上下左右のつながりは敵にも有効なため、軽いスペースビーに対してパワーパーツを多数使うなどしてソーラーベースの端から激しく吹き飛ばした場合、反対側で落下するという現象が稀に発生する。
ジャンプ落とし
向かってくる敵をフィールド端におびき寄せ、突っ込んでくる敵をジャンプでかわし、その背後への着地と同時に弾き飛ばすことによって敵を落とすこと。通常、まともに押し勝つには多くのパワーパーツが必要な敵に対しても、このテクニックを利用した場合ジャンプパーツ1個で済むため、パワーパーツを節約するためには必須のテクニック。
もろとも落とし
「ジャンプ落とし」の変形版で、ジャンプにより意図的にパネルを落とすことで敵を落とすこと。ジャンプでのパネル割りは最大で4枚同時に可能。特に、この方法で大型敵（メガやギガ）を落とすことを「座布団落とし」とも呼ばれる。ジャンプ落としに比べて、より遅い敵や直線的に向って来ない敵に対しても有効な反面、実行するたびにパネルを落とす（＝フィールドが狭くなる）ことになるので、長期戦になった場合は危険をはらんでいる。
座標ずらし
ビートル、メガ、ギガ等は比較的直線的にモトスに対して向かってくるため、フィールド端でそれに対して斜めに押し出すようなつもりで当たりつつ、弾かれるたびに少しずつ端側に座標をずらすようにして当たるのを繰り返すことによって、スピードや質量で勝る敵に対してもより少ないパワーで押し勝てる。
ナビコン封印
ナビコンから出現するピューパは、常にナビコンの中心に出現してから4方向のいずれか（決まっている）に排出されるので、ナビコン中央真下のパネル1〜2枚や、ピューパの排出される場所のパネルを落としてしまえば、ピューパは出現や排出と同時に落下してしまう。
空中ジャンプ
ジャンプパーツを装備しているモトスは、パネル面の高さにある時にボタンを押すことによってジャンプするが、実はこれにはモトスの下にパネルがあるかどうかは関係無いので、ボタンを押すタイミングさえぴったり合っていれば、パネルの無い場所でもジャンプできる。
斜めパネル渡り
モトスは斜め移動する際に、実はジグザグの移動を繰り返していて直線的に動いてはいないので、斜めに繋がっているパネルに渡るのは極めて難しい（大抵落ちてしまう）。しかし、パネルの1マスにモトスをぴったりと合わせておき、それに対して敵が当たって斜めに弾かれるようにすると、簡単に斜めに渡ることが出来る。
点数稼ぎ
標準設定において、ビーコンもナビコンから出現するピューパも全て落とし、破壊可能なナビコンを全て壊してノーミスクリアをすると2,649,000点となるが、実は最終面クリアボーナスが入る前の次のエクステンドがわずか1,000点と近いため、ナビコンからピューパが出る面で1ミスした場合、ノーミスよりも1ミスでクリアした方が点数が高くなることがある。特に、34面で初期配置のポーラを残した状態でナビコンから出現するピューパを全て落としてから自殺し、それ以外をパーフェクトでクリアすることによって、2,653,800点という限界得点が出せる。

## 余談
念力移動?
パーツやビーコンが互いに接触している時、その片方をもう片方へと押すように敵やモトス（モトスはパーツを押すことは出来ないので、ビーコンに対してのみだが）が動くと、その押されたパーツやビーコンの移動方向が反転してしまうバグが発生し、押し続ける限り問答無用で押し返されるという現象が起きる（当然、押したままだと落ちるまで押され続ける）。
バグ
39面でビーコンがフィールドから落下している時 ( 落下開始から1000点の表示が消えるまでの間 ) にナビコンを破壊すると発生。ゲームのリセット。永久パターン防止用の流星が突然大量に飛来。点数が戻る。取得したアイテムが減らされる等の現象が発生する。
MOTOSの由来
開発一課で当時一緒に研修を受けたメンバーの頭文字をとったもので、初期ハイスコアエントリの頭の文字はM-O-T-O-Sとなっている。
面数が62面と中途半端な理由
当時のナムコゲームのパターン数はかぶるものが無かったため、『ドルアーガの塔』の60面と『バラデューク』の64面（とスタッフは思い込んでいた。実際は48面）の間をとって62面にしたというインタビュー記事が当時の雑誌に掲載されていた。第364回 アーケードアーカイバー モトススペシャル！の配信において、本タイトルの企画者である岡田隆夫氏は前述の雑誌掲載内容を否定している。
ネームエントリー中のBGMを聞きつづける方法
この時代のナムコのゲームには多いのだが、ネームエントリー中一定時間入力が無いとネームエントリーが終了する仕組みになっていた。これの逆の行為、つまりレバーを入れっぱなしにするなどをすることにより、ネームエントリーが終わらないようになっており、いつまでもネームエントリー中のBGMを聞くことができる。

## 移植版
X68000版
電波新聞社より移植、1989年11月25日発売された。開発の際にはOSから作り直しており、ディスクアクセスを感じさせないほど一瞬でタイトル画面が登場する。BGMはオリジナル版に加えてアレンジ版も用意された。MIDI音源（KORG M1／Roland MT-32, CM-64）にも対応している。サウンド担当は永田英哉。
ナムコミュージアム
1997年10月30日発売のPlayStation版『ナムコミュージアムアンコール』に収録。
2006年2月23日発売の PlayStation Portable版『ナムコミュージアムVol.2』にオリジナル版とアレンジバージョンを収録。
2009年11月5日発売のXbox 360版『ナムコミュージアム バーチャルアーケード』に収録。
Windows版
『ナムコヒストリー VOL.1』に収録されたほか、ナムコチャンネル for VAIO、ナムコチャンネル for Sony-Styleでダウンロード販売されていた（2007年6月28日サービス終了）。
また、2005年にカバヤ食品から発売されていた食玩「ゲーム伝説」（既に販売終了）には9面まで収録されているバージョンが添付されていた。ハイスコアをネットランキングに登録できるイベントも行われていた。
携帯電話版
iアプリが配信されている。
iOS版
2012年1月26日発売の『NAMCO ARCADE』に収録。
アーケードアーカイブス版
2022年6月9日にアーケードアーカイブスの1作品としてPlayStation 4版とNintendo Switch版が配信。「こだわり設定」にて起動画面の表示、ゲームスピードの調整といった設定が可能。

## パックモトス
2007年12月6日発売のWii版『みんなで遊ぼう!ナムコカーニバル』に収録されていたアレンジ版。キャラクターをパックマンに差し替え、5ワールド（各7ステージ）を収録。
2022年配信の『PAC-MAN MUSEUM+』（Nintendo Switch / PlayStation 4 / Xbox One / Steam / Windows PC）にも収録。

## その他
太鼓の達人10と太鼓の達人 ぽ～たぶる2に同ゲームのBGMをシンフォニック調にアレンジした楽曲「シンフォニック モトス」が収録されている。
- 厳密には「ナムコビデオゲームグラフィティVol.1」に収録されたモトスのアレンジトラックのリアレンジ。